# Cucal faisà
El cucal faisà  (Centropus phasianinus) és una espècie d'ocell de la família dels cucúlids (Cuculidae) que habita en zones amb herba, matolls, pantans, manglars i ciutats de les illes Petites de la Sonda orientals, est de Nova Guinea, Arxipèlag D'Entrecasteaux, nord i est d'Austràlia. La població de les illes Kai (Cucal negre de les Kai) és considerada per alguns autors, una espècie de ple dret.